# Колода Таро
Карты типичной колоды Таро делятся на две большие группы:
- Старшие арканы — козыри, обычно 22 карты.
- Младшие арканы — четыре масти, обычно 56 карт, по 14 карт каждой масти.

## Виды колод
Классическая, или полная, колода включает в себя 22 старших аркана, 56 младших арканов и 2 белые карты. Многие тарологи используют белые карты в гадании, однако, на самом деле, их наличие обуславливается особенностями типографской печати карт — две пустые карты добавляются для достижения общего количества 80, позволяющего получить при печати ровный лист картона, который впоследствии будет разрезан на карты одной колоды.
Поскольку во время гаданий используются различные комбинации карт Таро, то можно встретить такие понятия, как «колоды Таро». Так, встречаются колоды, называемые сокращёнными, то есть состоящие только из сокращённого количества карт, относительно полной колоды.
Чаще всего встречаются следующие виды колод:
- старшая — состоящая из старших арканов.
- младшая — состоящая из младших арканов.
- младшая усечённая — состоящая из младших арканов, эквивалентных 36-карточной игральной колоде.

Примечание: в цыганских гаданиях используется 36-карточная колода игральных карт, но по сути это младшая усечённая колода Таро.

## «Арканы»
Термин «арканы» (фр. Arcanes), или «таинства», применительно к картам Таро, ввёл французский оккультист Поль Кристиан (1863). Оккультист Григорий Мёбес дал такое определение арканам:
Arcanum — это тайна, необходимая для познания определённой группы фактов, законов или принципов; тайна, без которой нельзя обойтись в ту пору, когда является потребность этого познания; тайна, доступная уму, достаточно пытливому в области этих познаний. В широком смысле под этот термин подойдут все научные положения, определяющие круг какой-либо практической деятельности. 
Термины «старшие» (большие, мажорные и т. д.) и «младшие» (малые, минорные и т. д.) арканы ввёл французский оккультист Поль Кристиан. Изображения, названия и приписываемые значения арканов в каждой колоде Таро свои и могут быть совершенно различны. В различных оккультных школах разработаны также различные системы нумерации старших арканов, их астрологических, алфавитных и прочих «эзотерических» соответствий. Представители отдельных школ могут спорить о том, чья система является «традиционной» или «правильной».

### Старшие арканы
Старшие (или великие) арканы. К ним относятся 22 карты, каждая из которых имеет своё оригинальное название. В классическом (наиболее распространённом) варианте козыри имеют названия: «Дурак» («Шут»), «Маг», «Жрица», «Императрица», «Император», «Иерофант» («Первосвященник»), «Влюблённые» («Выбор»), «Колесница», «Справедливость» («Правосудие»), «Отшельник», «Колесо Фортуны» («Зеркало»), «Сила», «Повешенный», «Смерть», «Умеренность» («Время»), «Дьявол», «Башня», «Звезда», «Луна», «Солнце», «Страшный суд» («Суд»), «Мир».
Особую роль в группе старших арканов играет карта, по-русски чаще всего называемая «Дураком», «Безумцем» или «Шутом». В карточных играх с колодами Таро она играет роль джокера и чаще всего либо не имеет номера вообще, либо имеет номер 0. Расположение «Дурака» в последовательности других старших арканов является важным пунктом многих оккультных учений, использующих Таро в качестве символической базы.
Историки, занимающиеся этим вопросом, полагают, что козыри (Старшие арканы) Таро были созданы и добавлены к колоде в Италии не раньше середины XV века. Значение Таро в эзотерической традиции начало появляться в XVIII веке, когда Кур де Жебелен опубликовал работу «Первобытный мир», в которой заявил, что Таро восходит к египетской традиции. В ней он выдвигает гипотезу о том, что карты Таро - это переложение в систему связанных между собою символических картинок древней египетской "Книги Тота".

### Младшие арканы
Остальные 56 карт, младшие арканы, делятся на четыре масти:
- жезлы (булавы, кресты, палки, посохи, скипетры)
- мечи (копья, сабли)
- чаши, кубки
- пентакли, монеты (диски, динарии)

Таким образом, в колоде имеется по 14 карт каждой масти. Из них 4 карты — фигурные карты, или так называемые «карты двора» («придворные»), на которых изображаются люди:
- король (Фараон, Рыцарь)
- королева (Дама, Сивилла)
- принц (рыцарь, кавалер, всадник)
- паж (принцесса, валет, вестник).

Придворные карты соответствуют историческим игральным картам французской колоды 16 века (из этих фигур рыцарь сохранился только в немецко-щвейцарских и итало-испанских игральных картах, а дама — только во французской).
Оставшиеся 10 карт масти являются очковыми, то есть имеют достоинства от 1 очка до 10. Одноочковые карты именуются тузами.
Масти Младших арканов соответствуют мастям европейских игральных карт: Жезлы (Скипетры, Посохи и т. п.) — трефам, Чаши (Кубки) — червям, Мечи — пикам, Монеты (Динарии, Круги, Пентакли и т. п.) — бубнам. Такие же обозначения, как в таро, до сих пор используются для мастей в итало-испанских колодах игральных карт.

## Описание и толкование карт
| №        | Илл. | Имя | Описание и значение | Ключевые слова |
| -------- | ---- | --- | --- | --- |
| 0 (XXII) |      | Шут Дурак Безумец The Fool Le Fou (le Mât/il Matto) Der Narr Егип. — Крокодил                                                             | На карте изображён человек в необычной и яркой одежде, держащий в руке розу. На плечо у него закинута палка с которой свисает мешок, вышитый колдовскими символами. Он, глядя в небо, шагает к невидимому обрыву, от чего его безуспешно пытается удержать собачонка. | архетип — Ребёнок, Наивный Дурачок; задача — непредвзятое восприятие нового, познание через игру; цель — радость жизни, накопление опыта «играючи»; риск — остаться неотёсанным, неумелым, легкомысленным, глупым, нет планов в голове; жизнеощущение — предприимчивость, привычка доверять инстинкту, удивительная открытость, ничем не замутнённая радость жизни, любознательность, желание всё испытать самому, беспечность, беззаботность.                                                      |
| I        |      | Маг Фокусник Мошенник Пагад The Magician (The Mountebank) Le Magicien (le Bateleur) Der Magier (Der Gaukler)                              | На карте изображён маг в просторном платье с поднятой рукой, держащей магический жезл. Над его головой символ бесконечности. Две змеи, кусающие друг друга за хвост, образуют его пояс. У его ног цветут растения, а перед ним лежат четыре предмета (олицетворение мастей младших арканов): жезл, кубок, меч и динарий. | архетип — Творец, Мастер; задача — активность, инициатива, стимул, постановка и решение задачи; цель — мастерство, самореализация, познание; риск — впасть в мечты о всемогуществе, грандиозность и шарлатанство; жизнеощущение — уверенность в себе, огромный потенциал, могущество. |
| II       |      | Верховная Жрица Жрица Папесса The High Priestess (Popess) La Papesse Die Hohepriesterin Егип. — Врата Святилища                           | Жрица сидит на троне между двух колонн (Боаз и Яхин, чёрной и белой), на которых могут быть проставлены еврейские буквы бет и йуд, обозначающие Солнце и Луну (ими Соломон украсил колонны в Храме). На жрице надета папская тиара, в руках — свиток. Также изображены лунный серп, разрезанные плоды граната, внизу течёт вода. | архетип — Царица Небесная; задача — терпеливое ожидание импульса (извне или изнутри), единственного момента, готовность к восприятию, сущность эха; цель — интуитивная уверенность, глубокое понимание, проникновение в суть, осознание видения, предчувствие развития событий; риск — возможны бегство от действительности, самообман, нерешительность; жизнеощущение — умение дать всему идти своим путём, доверие к верховному водительству, вдохновение в состоянии абстрагированного сознания. |
| III      |      | Императрица Хозяйка The Empress L’Imperatrice Die Herrscherin Егип. — Исида                                                               | Императрица сидит в кресле посреди сада, окружённая цветами и злаками. Через сад протекает река. У подножия кресла может стоять щит в форме сердца, украшенный знаком планеты Венера. На голове у Императрицы корона с 12 звёздами, которые означают знаки зодиака. | архетип — Мать (мать-природа); задача — плодородие, рождение нового; цель — жизненная сила, рост, циклическое обновление, жизнеутверждение; риск — возможны дикость, непостоянство; жизнеощущение — вступление на плодородную ниву, радость жизни, знание циклов, доверие к полноте бытия. |
| IV       |      | Император Хозяин The Emperor L’Empereur (l’Auctoritas) Der Herrscher Егип. — Трон                                                         | Император напряжённо сидит на простом троне из камня. Вокруг него лысые горы и красное небо, которые символизируют планету Марс. Трон может быть украшен бараньими головами (знак Овна, дом Марса). Эта карта в старших арканах открывает круг зодиака. | архетип — Отец (отечество); задача — последовательное осуществление идей, намерений и, возможно, давно лелеемых чаяний, настойчивость; цель — создание и обеспечение порядка и безопасности, структура, выдержка; риск — возможны упрямство, педантизм, косность, негибкость; жизнеощущение — сознание ответственности, умение не терять красную нить, реалистичность, трезвомыслие. |
| V        |      | Верховный жрец Жрец, Папа Первосвященник Иерофант The Pope (The Hierophant) Le Papeder Der Hierophant (Der Papst) Егип. — Владыка арканов | Человек в церковном облачении сидит на троне. Руки его подняты в благословляющем жесте. Могут быть изображены красные розы и белые лилии. | архетип — Святой; задача — внимание к видимому и к невидимому, поиски сути; цель — обретение квинтэссенции, сути и пути; риск — стать святошей, резонёром, «великим гуру»; жизнеощущение — поддержка благодаря вере в провидение, знание сути вещей. |
| VI       |      | Влюблённые Влюблённый The Lovers L’Amoureux Die Liebenden Егип. — Два Пути                                                                | В Эдемском саду изображены обнажённые Адам и Ева. Над ними парит благословляющий ангел. Позади праматери — Древо познания, позади Адама — Древо жизни. Иногда изображается змей как символ искушения. В некоторых вариантах Таро изображается три фигуры — юноша и две девушки, невинная и обольстительная. | архетип — Выбор, «витязь на распутье»; задача, — выбор по велению сердца, решение, принимаемое всей душой; цель — бесповоротная решимость идти данным путём, быть с данным человеком, выполнить данную задачу; риск — переоценить свои силы, уйти в мечтания; жизнеощущение — «сердце, как хорошо на свете жить!», готовность и умение выбирать. |
| VII      |      | Повозка Колесница Возничий The Chariot Le Chariot Der Wagen                                                                               | Изображён возничий на колеснице. Он в панцире и перчатках. В некоторых вариантах в повозку могут быть запряжены символы евангелистов (бык, лев, орёл и ангел, как в Меркабе); два сфинкса (печальный и радостный). Над головой возничего балдахин (звёздное небо), повозку украшают изображения звёзд и символ лингама с крыльями. | архетип — Выход в мир, Прорыв; задача — снятие противоречий, поиск нового; цель — познание мира, проникновение в его тайны, свершение великих дел, подготовка к важному рывку вперёд; риск — бравада, «безумство храбрых», неумение сдерживать себя; жизнеощущение — оптимизм, жажда дела, открытость, осознание себя, взросление. |
| VIII     |      | Сила The Force Strength La Force Kraft | Обычно изображает женщину, играющую со львом. На голове у неё венок из цветов, другой венок — пояс. Над головой может быть помещён символ бесконечности. | архетип — укрощение зверя; задача — принятие своей жизни с радостью, мужество и «включённость» в происходящее; цель — любовь к жизни, священная страсть, встреча с собственными влечениями и дикими порывами; риск — стать гибридом, закоснеть, ожесточиться; жизнеощущение — ощущать полноту жизни, с радостью «включаясь» во всё, но при необходимости и показывая когти. |
| IX       |      | Отшельник Старик The Hermit L’Ermite Der Eremit Егип. — Внутренний Свет                                                                   | Изображён мужчина в монашеском одеянии, стоящий на вершине горы. Он держит в руке фонарь, в котором горит звезда, другой рукой опирается на посох из золота. | архетип — Мудрый старец; задача — отход от дел, путь внутрь себя, достойная серьёзность, размышление, внутренняя собранность; цель — познать самого себя, защитить себя от внешних воздействий, создать свою систему ценностей, быть самим собой; риск — стать одиночкой, замкнуться в себе, озлобиться; жизнеощущение — ясность и однозначность, внутренний покой, обретение себя и верность самому себе.                                                                                          |
| X        |      | Колесо Судьбы Колесо Фортуны The Wheel of Fortune La Roue de Fortune Rad des Schicksals Егип. — Сфинкс                                    | В середине изображено колесо, украшенное письменами. Это четыре еврейские буквы (тетраграмматон: йуд, хей, вав, хей) и четыре латинские (TORA или же TARO, если читать наоборот). Там же алхимические символы ртути, серы, воды и соли. По углам — символы евангелистов (орёл, лев, бык и ангел). Там же одна из змей с пояса Мага, один из Сфинксов из Повозки, и Германубис (крылатый демон). В других вариантах вместо них царь обезьян Хануман, богиня-кошка Баст и чудовище Тифон. На старинных колодах можно увидеть изображения прикованных к колесу людей. | архетип — Призвание, Предсказание Оракула; задача — осознание высшего Закона, принятие поставленной задачи; цель — трансформация низшего в высшее, выполнение жизненной задачи, достижение целостности; риск — фатализм, неверное понимание своей задачи; жизнеощущение — уроки и опыт, позволяющие нам обрести целостность, хотя на первых порах они нам очень не нравятся. |
| XI       |      | Справедливость Правосудие The Justice La Justice Gerechtigkeit Егип. — Равновесие и меч                                                   | Изображена дочь Фемиды богиня Дике. Это женщина в простом наряде, в одной руке у неё меч, в другой весы. По бокам от неё колонны, за спиной занавес. На голове может быть корона. | архетип — Ум; задача — осознание существующих законов, способность выносить разумные, взвешенные суждения, гражданское мужество; цель — ответственность, объективность, честная игра, уравновешенность, приобретение опыта; риск — самодурство, непогрешимость, предрассудки, желание судить, интриганство; жизнеощущение — ты пожинаешь то, что посеял, играй честно — и с тобой будут играть честно, прежде чем решать — подумай.                                                                 |
| XII      |      | Повешенный The Hanged Man (The Traitor) Le Pendu (le Traitre) Der Gehängte Егип. — Жертва                                                 | Изображён юноша, подвешенный за ногу к Т-образному кресту. Его руки связаны за спиной, левая нога закинута за правую, а лицо спокойно. | архетип — Испытание; задача — поворот, осмысление и готовность пожертвовать чем-то; цель — рост в глубину; риск — «зависнуть», угодить в замкнутый круг; жизнеощущение — я безвыходно застрял в проблеме, в неподходящем месте, в кризисе, сам себе мешаю, веду бессмысленную жизнь, изнемог; «экзамен» на смирение и терпение. |
| XIII     |      | Смерть The Death La Mort Tod | Изображён скелет (пеший или конный) в рясе или в доспехах. Его могут окружать люди, которых он забирает с собой — богач и бедняк, старик и ребёнок, воин и епископ. В руках у Смерти коса, лук со стрелами или чёрное знамя, на котором изображён белый цветок с пятью лепестками. На заднем плане изображена река Лета, у её берега лодка. На горизонте заходит солнце. | архетип — Смерть; задача — прощание, нисхождение в подземное царство, отход, завершение, развязка; цель — освобождение, преодоление эго, слом барьеров, глубинная трансформация; риск — обмереть от страха, оступиться и упасть в пропасть; жизнеощущение — пьеса окончена, сюжет исчерпан; стремление к покою, к восстановлению сил; прощание с чем-то. |
| XIV      |      | Умеренность Воздержание The Temperance La Tempérance Mäßigkeit Егип. — Два сосуда                                                         | Изображена женщина, которая держит в руках два кубка или кувшина. Из одного в другой переливается вода, это символизирует круговорот энергии во Вселенной. За плечами у женщины два крыла, так как она — ангел времени, Солнечный гений. На груди украшение — треугольник, заключённый в квадрат. Это символ духа, сокрытого в материи. Обычно стоит на берегу реки или на воде и не отбрасывает тени. | архетип — Ангел, проводник душ; задача — довериться верховному водительству, найти свою верную меру; цель — безошибочная внутренняя уверенность, достижение середины и целостности, терпение; риск — последовать ложному внушению, посредственность; жизнеощущение — помощь со стороны некоей мощной силы, гармония, свобода, здоровье. |
| XV       |      | Дьявол The Devil Le Diable Der Teufel Егип. — Тифон.                                                                                      | Изображён огромный хвостатый дьявол с крыльями. Между рогов может быть нарисована перевёрнутая пентаграмма, в руке держит факел. В старинных картах туловище может заканчиваться «вторым лицом». Сидит на камне, к которому прикованы мужчина и женщина (Адам и Ева с карты Влюблённых). | архетип — Противник; задача — преодоление внутренней противоречивости, знакомство со своими теневыми, прежде неизвестными сторонами, осознание их, снятие проекций; цель — понимание собственных ошибок, открытие в себе неведомых ранее сторон, освобождение от зависти; риск — пасть жертвой собственной тени, приняться за старое, впасть в неумеренность, похоть, увлечение борьбой за власть.                                                                                                  |
| XVI      |      | Башня Богадельня The Tower (The Thunderbolt) La Maison-Dieu Der Turm (Der Blitz)                                                          | Изображена высокая башня с короной вместо купола. Она окружена тучами, и в неё ударяет молния, так что башня даёт трещину, а корона накренилась и готова упасть. В окнах видно пламя. Иногда изображены люди, они падают вниз. Эта карта — напоминание об уничтожении Иерусалимского храма императором Титом. | архетип — Освобождение; задача — слом ставших тесными рамок, преодоление всего застарелого, отжившего, преодоление «черно-белого» мышления, «взрыв бомбы»; цель — освобождение от авторитарных внутренних образов и навязанных представлений, прорыв к свободе; риск — потерпеть фиаско, стать сломленным; жизнеощущение — фаза резких перемен, неуверенность и неожиданное освобождение поможет вырваться из плена.                                                                                |
| XVII     |      | Звезда The Star Les Etoiles Der Stern | Обычно изображена женщина, которая стоит на одном колене у воды. В руках у неё два кувшина, из которых вода льётся вниз. Вокруг неё красивый пейзаж, на дереве сидит птица. В небе видна одна большая и семь маленьких звёзд, у каждой восемь лучей. Ноги женщины не касаются земли, и она не отбрасывает тени. | архетип — Мудрость; задача — надежда, видение будущего; цель — понимание высших взаимосвязей, приобщение к мудрости Космоса; риск — упущенный в поисках будущего контроль над настоящим, погоня за светлячками; жизнеощущение — вера в будущее, ощущение обновления, прилив сил. |
| XVIII    |      | Луна The Moon La Lune Der Mond Егип. — Сумрак                                                                                             | Изображена Луна, которая освещает землю и реку. На неё воют собака и волк, в реке могут быть изображены рак или рыбы. От реки к горизонту идёт тропа, которая проходит между двумя каменным столпами. Они отделяют этот мир от потустороннего. Эта карта, соответствующая знаку рыб, завершает цикл знаков зодиака. | архетип — Ночь, Начало рассвета; задача — смена направления, осторожное преодоление порога страха, главное — не заблудиться и не потеряться; цель — возвращение к свету; риск — заблудиться в лабиринте, потерять цель, поддаться страху; жизнеощущение — блуждание, неуверенность, кошмары, страхи, тоска. |
| XIX      |      | Солнце The Sun Le Soleil Die Sonne | Изображено Солнце над мирным пейзажем, внизу может быть изображён играющий один или несколько детей на фоне каменной стены. | архетип — Рассвет, Утренняя заря; задача — подлинное примирение; цель — возрождение, понимание и осознание необходимости быть скромным; риск — стать банальным резонёром; жизнеощущение — спокойствие, радость жизни, умение не создавать себе проблем, лёгкость и незацикленность. |
| XX       |      | Суд The Judgement (The Angel) Le Jugement (Dernièr) Gericht Егип. — Воскресение из мёртвых                                                | Изображено наступление Страшного суда. Вверху трубит ангел, внизу открываются могилы, из которых восстают усопшие. Рядом с ангелом иногда изображается флаг с красным крестом на белом фоне, символизирующий четыре стороны света. | архетип — Чудо преображения; задача — исцеление, освобождение; цель — Спасение; риск — оказаться шарлатаном; жизнеощущение — свобода, душевное и физическое здоровье, мир в душе. |
| XXI      |      | Мир The World Le Monde (le Chaos) Die Welt Егип. — Корона магов.                                                                          | Изображен круг, символизирующий гармонию Вселенной. В нём может быть изображена Земля с горами и лесами, городами, или же андрогин, который пляшет на фоне неба. В руке у андрогина жезл (или два жезла). Круг может быть образован венком или гирляндами цветов. По углам карты могут быть символы евангелистов. | архетип — Вновь обретённый рай; задача — прийти к цели, найти своё предназначение; цель — занять своё место, делать своё дело, быть собой; риск — страх перед жизнью, уход от реальности или тотально негативное восприятие, бездействие, устремленность в никуда, нарушение вселенских законов; жизнеощущение — мир, чувство глубокого удовлетворения. |